# Abou Madyane
Pour les articles homonymes, voir Boumédiène (homonymie).
Abou Madyane, de son nom complet Choaïb Abou Madyane El Ansari El Andaloussi (en arabe : شعيب أبو مدين الأندلسيي), Sidi Boumediène, né en 1126 à Cantillana dans l'actuelle Espagne et mort en 1196 à Tlemcen dans l'actuelle Algérie, est un professeur et poète du soufisme.
Il est considéré comme un pôle du soufisme en Algérie et au Maghreb d'une manière générale. On lui doit d'avoir introduit le soufisme en Afrique du Nord.
Il se forme au soufisme à Fès où il acquiert ses premières expérience de maitre spirituel, avant de voir son influence s'épanouir à Béjaïa où il vécut de 1166-1197. Il est le saint patron de la ville de Tlemcen en Algérie.

## Biographie

### Origine et formation
Issu d'une famille arabo-andalouse, Abou Madyane étudie à Séville puis après la mort prématuée de son père, il arrive au Maghreb pour étudier à Tanger puis à Fès, mais avant cela, il se rend à Marrakech où il intègre le corps militaire andalou de l'armée almoravide avant de trouver à Fès un maître en la personne d'Abu l-Hassan Ali b.Hirzihim chez qui il étudia à l'Université Al Quaraouiyine. Abou Madyane étudie ensuite chez le grand savant, originaire de Sijilmassa au Tafilalet, avec le mystique Abou Abdallah Al Daggag.

### Maître soufi

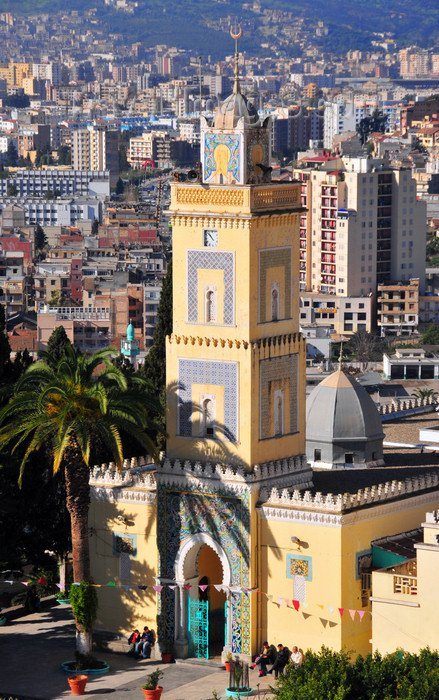
Mosquée de Sidi Soufi à Béjaïa.

Abou Madyane se rend ensuite au Machreq, pour le hajj, il passe par Tlemcen. Les profondes connaissances qu'il avait acquises le firent recevoir avec les honneurs de la population. Il rencontre Abd al Qadir al-Jilani à La Mecque, la rencontre eut lieu la première fois sur le mont Arafat. Les deux saints avaient accompli le pèlerinage ensemble, Abu Madyan étudia un grand nombre de hadiths sous sa direction.
Sur le chemin du retour, il fait un détour en Palestine où il participe avec Saladin à une bataille importante (bataille de Hattin) contre les Croisés, il y perdit une main. Après son pèlerinage et ses études au Moyen-Orient, il s'installe et enseigne à Béjaïa, ancienne capitale florissante et lettrée des Hammadides. C'est à Béjaïa que le saint prit pour épouse une femme noire qui lui donna un fils nommé Mohammad. C'est dans cette ville que s'était constituée, sous l'impulsion du maître, une école de spiritualité orthodoxe, qui allait compenser, par son aspect populaire, les doctrines des Almohades.
Son enseignement connut un succès rapide. Il touchait une population bien plus étendue que celle acquise au soufisme. Il est surnommé « al qutb » (le pôle, la sommité), il a été inspiré par Al-Jilani et Al-Ghazâlî. Abou Madyane transmit leur enseignement par Ibn Machich et par Chadili à la plupart des tariqas du Maghreb. Savant, mystique, professeur, poète, il disait : « Quand la Vérité apparaît, elle fait tout disparaître ». Sa réputation de science et de sainteté lui valurent, venant de Béjaia en compagnie de ses disciples, il s'installe au village de Takbalet (commune de Bensekrane) situé à environ 30 km de Tlemcen, où il enseigne la théologie et la science mystique.

### Décès
Considéré comme le saint patron de la ville de Tlemcen, Sidi Boumédiène n'y avait jamais vécu. Convoqué par le sultan almohade Yacoub El Mansour qui avait pris ombrage de son enseignement et s'inquiétait de sa réputation, celui-ci l'avait fait appeler à Marrakech, sa capitale, pour l'interroger. Boumediene accéda à ces injonctions et s'était mis en route depuis Bejaia pour se rendre à Marrakech, il est mort des suites d'une maladie, sur le chemin au lieu-dit El Eubbad. le 13 novembre 1197. Ses disciples l'ont enterré à El Eubbad, lieu de méditation et de piété situé sur les hauteurs de la ville de Tlemcen. C'est là que l'on édifia son mausolée devenu lieu de pèlerinage des Tlemcéniens et l'un des plus fréquentés au Maghreb.
D'après le chroniqueur Zerkechi, un sultan de Constantine étant venu rendre une visite pieuse au XIVe siècle, et s'étant arrêté devant le catafalque du saint, avait posé dessus sa main en prêtant le serment solennel de ne plus rien faire d'autre, à partir de ce jour-là, que rendre le bien pour le mal. Ibn Arabî a appelé Abou Madyane « le professeur des professeurs ».

## Mausolée de Sidi Boumediène

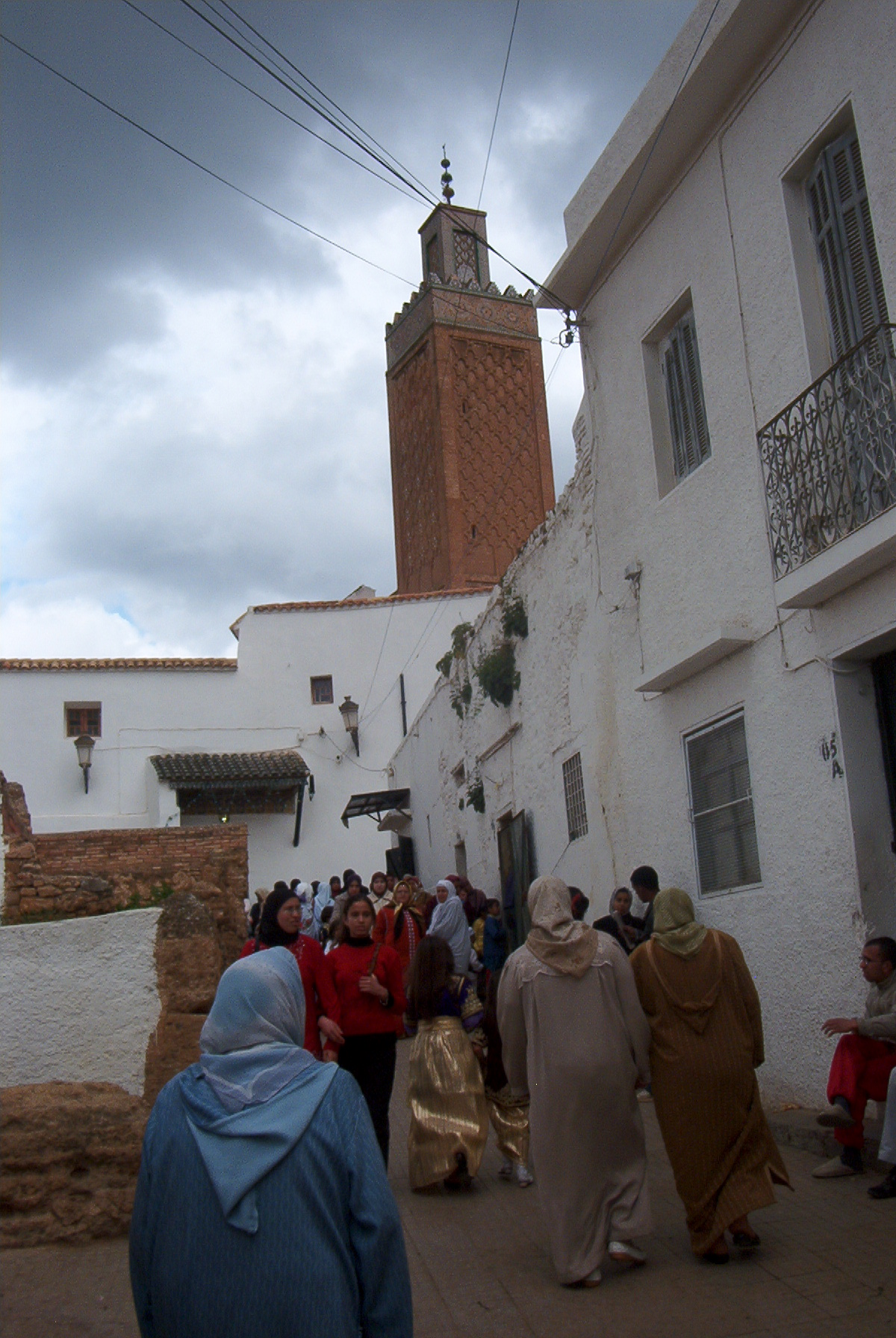
Visite au tombeau du Saint à El Eubbad un jour de Mawlid

Le mausolée d'Abou Madyane, dénommé al-Ghawth (le salut des affligés), est situé dans le faubourg d'El Eubbad à Tlemcen. Il a été construit par le calife almohade Muhammad an-Nasir, honorant la mémoire du saint au début du XIIIe siècle. Il est restauré et embelli par le sultan zianide Yaghmurasen, puis par le sultan mérinide Abu al-Hasan Ali (le sultan noir) qui lui adjoignit, mis à part un petit palais, une mosquée dans laquelle Sarmachik, l'architecte du bey d'Oran Mohamed el Kebir, entreprit des travaux, et à laquelle l'Emir Abdelkader fait don d'un minbar.
Ce monument qui existe encore, est devenu un lieu de pèlerinage. Il a subi des actes de vandalisme dans les années 1990 mais a été récemment restauré.

## Waqf de Sidi Boumédiène à Jérusalem
Symbole de la libération de Jérusalem des Croisés, le waqf de Sidi Boumediène remonte à la bataille de Hattin en 1187. Il est offert par Saladin à Sidi Boumediène. Le waqf est composé de plusieurs immeubles, une mosquée et une zaouïa destinée à l'hébergement des pèlerins maghrébins, du domaine d'Ein Kerem, renfermant des terres incultes et de labours, des locaux d'habitation pour les fermiers, des jardins avec sources et puits pour l'irrigation.
Depuis le XIVe siècle, les revenus qui s'y rattachent sont destinés aux Maghrébins résidant dans la ville sainte ou de passage, se rendant aux Hedjaz, et le cas échéant aux Maghrébins nécessiteux résidant à la Mecque et à Médine, et le cas échéant au profit des deux villes saintes. De plus, il est stipulé « qu’aucun gouverné, aucune autorité exerçant un pouvoir absolu ne pourront modifier le présent waqf, l’annuler, le méconnaître, (…)».
Le quartier est décrit par l'historien Vincent Lemire comme « le pivot d'un ensemble de liens spirituels et matériels tissés sur la durée entre le Maghreb et Jérusalem ».
Ce quartier maghrébin est détruit dans la nuit du 10 au 11 juin 1967 après la victoire israélienne lors de la guerre des Six Jours.

### Filmographie
Un film documentaire consacré à cette célèbre personnalité historique a été réalisé par le cinéaste algérien Yahia Mouzahem, dans le cadre de la manifestation « Tlemcen capitale islamique 2011 ».

### Proverbes et poèmes d'Abou Madyane
- Bidayat Al Mouridin, Ms 938, Bibliot. Nat. Alger.
- Ouns Al Wahid, Ms 2-105 (8) fol. 337-343, Bibliot. Nat. PARIS, ed. in Cairo 1301-1884, with a commentary by Ahmed Bâ'chan.
- Tahfat Al Arib, pub. et trad. in Latin par F. de DOMBAY, Vindobonae. 1805, Ebn Médirai Mauri Fessani Sentenciae quaedam arabicae.
- Diwan, (collection of his poems) édit. Chaouar of Tlemcen, Damascus, 1938.
- (ar + fr) Sid-Ahmed Sekkal, Un saint de première grandeur : Sidi Abou Madian الوالي الصالح سيدي أبي مدين, Éditions Sekkal, Tlemcen, 1993

### Publications sur Abou Madyane
- Miguel Asín Palacios, Šâdilîes y alumbrados, Libros Hiperión, Madrid, 1990, págs. 30-37
- Terry Graham, “Abu Madian: Un sufí español representante de la gnosis del Jorâsân”, in: Sufí nº 3, Editorial Nur, Madrid, primavera de 2002, pp. 34–41. (Nota de la Redacción)
- Ibn Qunfud (Abu-L Abbas Ahmad) Uns al-Faqir wa Izz al-Haqir, Rabat, Université Mohammed V, 1965,
- Text in Arabic, ed. by Mohammed El Fassi and Adolphe Faure with an introduction in French: Enquête sur la vie, les maîtres et les disciples de Sidi Bu-Madian et voyages à travers le Maroc. Contribution à l'étude de l'Histoire religieuse du Maroc. (Levi-Provençal " les Manuscrits arabes de Rabat N° 385 et E.I. - III - 867 )
- Un saint de première grandeur, Sidi Abou Madian, Édition Sekkal
- Mohamed Souheil Dib, La nourriture de la passion, sur la pensée de l'œuvre d'Abû Madian (Essai) - Éditions Âl-Ouns, Paris, 2003
- (ar + fr) Sid-Ahmed Sekkal, Un saint de première grandeur:Sidi Abou Madian الوالي الصالح سيدي أبي مدين, Éditions Sekkal, Tlemcen, 1993
- *Slimane Rezki, Abû Madyan, Le Maître des maîtres, Albouraq, Paris, 2017.